# Австралийское налоговое управление
Австралийское налоговое управление является австралийским правительственным уставным органом и главным органом, отвечающим за сбор доходов для правительства Австралии. Управление несёт ответственность за контроль австралийской федеральной налоговой системы и пенсионного законодательства. Ответственность за деятельность агентства находятся в портфеле казначейства Содружества Австралии.

## Организационная структура
Комиссар по налогам и сборам несёт ответственность за общее руководство налоговой системы и данного ведомства. Комиссар по налогам и сборам и трое вторых уполномоченных по налогам и сборам — каждый назначаются сроком на семь лет. Комиссар и второй комиссар, имеют право на повторное назначение после каждого срока. 